# 1965年のサンケイスワローズ
1965年のサンケイスワローズ（1965ねんのサンケイスワローズ）では、1965年の国鉄スワローズ及びサンケイスワローズの動向をまとめる。
この年のサンケイスワローズは、林義一監督の2年目のシーズンである。国鉄スワローズとしてシーズンを開幕したが、4月23日、国鉄が球団の経営権を、2年前の1963年から資本提携を結んでいたサンケイ新聞とフジテレビに正式に譲渡することを発表し、5月10日からチーム名をサンケイスワローズに改称した。

## 概要
前年オフにエース・金田正一が、B級10年選手の特権を行使して巨人へ移籍したことで、国鉄スワローズの身売りは時間の問題となったが、譲渡先が判明しないままシーズンを迎えた。この年は緊縮政策により金田は元より、宮本敏雄ら一部の選手を整理したことで戦力は大幅低下、大方の予想は最下位は元より「30勝も危ない」と思われ、スタート当初はどん底状態だった。そんな状況下にあったシーズン序盤の4月23日、国鉄が球団の経営権をサンケイ新聞・フジテレビに譲渡することを発表。ここに「国鉄スワローズ」の幕が降ろされることになり、4月26日には球団譲渡をきっかけにチーム一新を図るべく林義一監督が辞任、砂押邦信ヘッドコーチが3年ぶりに監督に復帰し、5月10日からチーム名は「サンケイスワローズ」に変更された。なお既にサンケイ新聞は神宮球場移転を前提として、1962年の段階で球団に資本参加している。金田が抜けたことで懸念された投手陣はなんとか踏ん張ったが、打線があまりにも貧弱となり、結局サンケイ初年は最下位でスタート。それでも勝利数は44勝と、チームとしては頑張った方であった。カード別は前年優勝の阪神には12勝16敗と健闘するも、V9がスタートした巨人には7勝21敗、2位の中日には同一カード13連敗を含めて3勝22敗3分の惨敗だった。オフに水野オーナーはこの年南海監督を勇退した鶴岡一人を新監督に招聘すべく東京と争ったが、鶴岡の後任・蔭山和夫が就任4日で急逝、鶴岡は南海監督に復帰となって破談、結局新監督は飯田徳治ヘッドコーチとなった。

## チーム成績

### レギュラーシーズン
| 1 | 左 | 丸山完二 |
| 2 | 二 | 杉本公孝 |
| 3 | 右 | 小淵泰輔 |
| 4 | 一 | 豊田泰光 |
| 5 | 中 | 高山忠克 |
| 6 | 三 | 徳武定祐 |
| 7 | 遊 | 篠田勇   |
| 8 | 捕 | 根来広光 |
| 9 | 投 | 村田元一 |

| 順位 | 4月終了時 | 4月終了時 | 5月終了時 | 5月終了時 | 6月終了時 | 6月終了時 | 7月終了時 | 7月終了時 | 8月終了時 | 8月終了時 | 9月終了時 | 9月終了時 | 最終成績 | 最終成績 |
| ---- | --------- | --------- | --------- | --------- | --------- | --------- | --------- | --------- | --------- | --------- | --------- | --------- | -------- | -------- |
| 1位  | 大洋      | --        | 大洋      | --        | 巨人      | --        | 巨人      | --        | 巨人      | --        | 巨人      | --        | 巨人     | --       |
| 2位  | 広島      | 0.5       | 巨人      | 0.5       | 阪神      | 4.0       | 阪神      | 2.5       | 阪神      | 5.5       | 中日      | 7.5       | 中日     | 13.0     |
| 3位  | 阪神      | 1.0       | 阪神      | 2.0       | 大洋      | 4.5       | 大洋      | 5.0       | 中日      | 6.5       | 阪神      | 10.5      | 阪神     | 19.5     |
| 4位  | 巨人      | 1.0       | 中日      | 4.0       | 中日      | 6.0       | 中日      | 9.0       | 大洋      | 10.0      | 大洋      | 17.5      | 大洋     | 23.0     |
| 5位  | 中日      | 5.0       | 広島      | 5.0       | 広島      | 11.0      | 広島      | 10.5      | 広島      | 16.5      | 広島      | 25.0      | 広島     | 31.0     |
| 6位  | サンケイ  | 7.5       | サンケイ  | 9.5       | サンケイ  | 11.5      | サンケイ  | 24.0      | サンケイ  | 30.5      | サンケイ  | 38.5      | サンケイ | 45.5     |

| 順位 | 球団               | 勝 | 敗 | 分 | 勝率 | 差   |
| 1位  | 読売ジャイアンツ   | 91 | 47 | 2  | .659 | 優勝 |
| 2位  | 中日ドラゴンズ     | 77 | 59 | 4  | .566 | 13.0 |
| 3位  | 阪神タイガース     | 71 | 66 | 3  | .518 | 19.5 |
| 4位  | 大洋ホエールズ     | 68 | 70 | 2  | .493 | 23.0 |
| 5位  | 広島カープ         | 59 | 77 | 4  | .434 | 31.0 |
| 6位  | サンケイスワローズ | 44 | 91 | 5  | .326 | 45.5 |

## オールスターゲーム1965
| ファン投票 | 選出なし |          |
| 監督推薦   | 渋谷誠司 | 根来広光 |

## できごと
- 3月27日 - 前年限りで現役を引退し、この年ヘッドコーチに就任した飯田徳治の引退試合が行われる。対戦相手は飯田がかつて所属した南海。
- 4月23日 - 国鉄球団、球団経営をサンケイ新聞とフジテレビに譲渡すると発表。
- 4月26日 - 林義一監督が辞任、砂押邦信コーチが新監督に就任。監督の途中交代はスワローズ初。
- 5月10日 - この日よりチーム名称を「サンケイスワローズ」に変更。

## 表彰選手
| リーグ・リーダー |
| ---------------- |
| 受賞者なし       |

| ベストナイン |
| ------------ |
| 選出なし     |

## ドラフト
| 順位 | 選手名   | 守備   | 所属         | 結果                         |
| ---- | -------- | ------ | ------------ | ---------------------------- |
| 1位  | 河本和昭 | 投手   | 広陵高       | 拒否・亜細亜大学進学         |
| 2位  | 山本寛   | 投手   | 愛知高       | 入団                         |
| 3位  | 川上宣緒 | 内野手 | 鐘紡         | 拒否                         |
| 4位  | 浜口政信 | 投手   | 別府鶴見丘高 | 入団                         |
| 5位  | 高橋恒夫 | 投手   | 富士重工業   | 拒否                         |
| 6位  | 山田豊彦 | 投手   | 大鉄高       | 拒否・近畿大学進学           |
| 7位  | 柿木孟   | 投手   | 田原本農業高 | 拒否・ワーナーパイオニア入社 |
| 8位  | 細川昌俊 | 投手   | 志度商業高   | 拒否・東洋大学進学           |
| 9位  | 島谷金二 | 内野手 | 四国電力     | 拒否                         |
| 10位 | 柳田四郎 | 投手   | 豊川高       | 拒否・トヨタ自動車入社       |
| 11位 | 市川幸男 | 捕手   | 武相高       | 拒否・髙島屋入社             |

河本はドラフト1位拒否の第１号。